# Prefectura Hiroshima
Prefectura Hiroshima (広島県 Hiroshima-ken?) este o prefectură în Japonia.

## Geografie

Harta prefecturii Hiroshima

### Municipii
Prefectura cuprinde 14 localități cu statut de municipiu (市):
| - Akitakata - Etajima - Fuchū - Fukuyama | - Hatsukaichi - Higashihiroshima - Hiroshima (centrul prefectural) - Kure | - Mihara - Miyoshi - Onomichi | - Ōtake - Shōbara - Takehara |